# Liste des planètes mineures non numérotées découvertes en juin 2015
Pour un article plus général, voir Liste des planètes mineures non numérotées découvertes en 2015.
Pour un article plus général, voir Liste des planètes mineures.
Cet article dresse la liste des planètes mineures (astéroïdes, centaures, objets transneptuniens et assimilés) non numérotées découvertes en juin 2015 dans l'ordre de leur découverte.
Au 15 janvier 2025, 661 077 des 1 434 993 planètes mineures répertoriées par le Centre des planètes mineures ne sont pas encore numérotées, soit 46,07 %.

## Rappel concernant la désignation provisoire
La désignation provisoire indique l'ordre de découverte de ces objets. En effet, cette désignation est composée de l'année de découverte (par exemple 2015) suivie de la quinzaine (demi-mois) de découverte (p.e. A = 1-15 janvier) puis de l'ordre de découverte dans cette quinzaine. Cet ordre est indiqué par une lettre et éventuellement un chiffre comme suit : A pour la première découverte, B pour la deuxième, ..., Z pour la 25e (le I n'est pas utilisé pour éviter la confusion avec 1), A1 pour la 26e, B1 pour la 27e, etc. , Z1 pour la 50e, A2 pour la 51e, B2 pour la 52e, etc. L'ordre de la numérotation ne suit donc pas l'ordre alphanumérique. 2015 AA1 suit ainsi 2015 AZ et précède 2015 AB1.

## Liste

### Du1erau 15 juin 2015
- 2015 LF
- 2015 LG
- 2015 LH
- 2015 LJ
- 2015 LK
- 2015 LR
- 2015 LA1
- 2015 LE1
- 2015 LM1
- 2015 LN1
- 2015 LQ1
- 2015 LX1
- 2015 LA2
- 2015 LB2
- 2015 LF2
- 2015 LH2
- 2015 LN2
- 2015 LX2
- 2015 LZ2
- 2015 LG3
- 2015 LK3
- 2015 LS3
- 2015 LW3
- 2015 LC4
- 2015 LD4
- 2015 LH4
- 2015 LL4
- 2015 LR4
- 2015 LT4
- 2015 LW4
- 2015 LE5
- 2015 LH5
- 2015 LS5
- 2015 LE6
- 2015 LH6
- 2015 LK6
- 2015 LR6
- 2015 LW6
- 2015 LX6
- 2015 LY6
- 2015 LG7
- 2015 LH7
- 2015 LJ7
- 2015 LN7
- 2015 LO7
- 2015 LB8
- 2015 LG8
- 2015 LJ8
- 2015 LR8
- 2015 LU8
- 2015 LV8
- 2015 LL9
- 2015 LN9
- 2015 LV9
- 2015 LD10
- 2015 LO11
- 2015 LU11
- 2015 LF12
- 2015 LJ12
- 2015 LK12
- 2015 LO12
- 2015 LR12
- 2015 LV12
- 2015 LW12
- 2015 LY12
- 2015 LH13
- 2015 LW13
- 2015 LY13
- 2015 LA14
- 2015 LB14
- 2015 LF14
- 2015 LG14
- 2015 LH14
- 2015 LJ14
- 2015 LM14
- 2015 LV14
- 2015 LY14
- 2015 LA15
- 2015 LG15
- 2015 LL15
- 2015 LW15
- 2015 LZ15
- 2015 LE16
- 2015 LT16
- 2015 LW16
- 2015 LW17
- 2015 LZ17
- 2015 LB18
- 2015 LK18
- 2015 LN18
- 2015 LQ18
- 2015 LS18
- 2015 LT18
- 2015 LA20
- 2015 LB20
- 2015 LC20
- 2015 LJ20
- 2015 LP20
- 2015 LW20
- 2015 LX20
- 2015 LY20
- 2015 LA21
- 2015 LB21
- 2015 LC21
- 2015 LD21
- 2015 LE21
- 2015 LF21
- 2015 LG21
- 2015 LH21
- 2015 LJ21
- 2015 LK21
- 2015 LL21
- 2015 LM21
- 2015 LN21
- 2015 LO21
- 2015 LP21
- 2015 LQ21
- 2015 LR21
- 2015 LW21
- 2015 LP22
- 2015 LU22
- 2015 LE23
- 2015 LF23
- 2015 LG23
- 2015 LM23
- 2015 LS23
- 2015 LU23
- 2015 LB24
- 2015 LE24
- 2015 LG24
- 2015 LH24
- 2015 LJ24
- 2015 LK24
- 2015 LL24
- 2015 LM24
- 2015 LN24
- 2015 LO24
- 2015 LQ24
- 2015 LS24
- 2015 LT24
- 2015 LU24
- 2015 LV24
- 2015 LY24
- 2015 LE25
- 2015 LG25
- 2015 LK25
- 2015 LO25
- 2015 LP25
- 2015 LQ25
- 2015 LR25
- 2015 LZ25
- 2015 LB26
- 2015 LE26
- 2015 LK26
- 2015 LN26
- 2015 LQ26
- 2015 LR26
- 2015 LT26
- 2015 LU26
- 2015 LD27
- 2015 LG27
- 2015 LJ27
- 2015 LK27
- 2015 LL27
- 2015 LN27
- 2015 LQ27
- 2015 LV27
- 2015 LY27
- 2015 LC28
- 2015 LD28
- 2015 LE28
- 2015 LG28
- 2015 LK28
- 2015 LX28
- 2015 LB29
- 2015 LD29
- 2015 LK29
- 2015 LL29
- 2015 LO29
- 2015 LQ29
- 2015 LS29
- 2015 LV29
- 2015 LW29
- 2015 LX29
- 2015 LB30
- 2015 LC30
- 2015 LF30
- 2015 LK30
- 2015 LL30
- 2015 LQ30
- 2015 LV30
- 2015 LZ30
- 2015 LE31
- 2015 LM31
- 2015 LW31
- 2015 LX31
- 2015 LZ31
- 2015 LN32
- 2015 LO32
- 2015 LT32
- 2015 LU32
- 2015 LV32
- 2015 LX32
- 2015 LY32
- 2015 LA33
- 2015 LE33
- 2015 LL33
- 2015 LM33
- 2015 LN33
- 2015 LS33
- 2015 LK34
- 2015 LO34
- 2015 LT34
- 2015 LV34
- 2015 LY34
- 2015 LZ34
- 2015 LC35
- 2015 LR35
- 2015 LY35
- 2015 LG36
- 2015 LH36
- 2015 LQ36
- 2015 LW36
- 2015 LY36
- 2015 LF37
- 2015 LL37
- 2015 LM37
- 2015 LC38
- 2015 LR38
- 2015 LU38
- 2015 LV38
- 2015 LE39
- 2015 LK39
- 2015 LY39
- 2015 LA40
- 2015 LB40
- 2015 LT40
- 2015 LU40
- 2015 LY40
- 2015 LC41
- 2015 LD41
- 2015 LF41
- 2015 LH41
- 2015 LJ41
- 2015 LK41
- 2015 LL41
- 2015 LN41
- 2015 LO41
- 2015 LP41
- 2015 LQ41
- 2015 LS41
- 2015 LT41
- 2015 LU41
- 2015 LA42
- 2015 LH42
- 2015 LN42
- 2015 LS42
- 2015 LK43
- 2015 LC44
- 2015 LY44
- 2015 LZ44
- 2015 LT45
- 2015 LP46
- 2015 LT46
- 2015 LV46
- 2015 LY46
- 2015 LC47
- 2015 LD47
- 2015 LF47
- 2015 LH47
- 2015 LK47
- 2015 LL47
- 2015 LM47
- 2015 LN47
- 2015 LO47
- 2015 LP47
- 2015 LR47
- 2015 LS47
- 2015 LT47
- 2015 LU47
- 2015 LV47
- 2015 LX47
- 2015 LY47
- 2015 LZ47
- 2015 LA48
- 2015 LB48
- 2015 LC48
- 2015 LD48
- 2015 LG48
- 2015 LH48
- 2015 LJ48
- 2015 LK48
- 2015 LL48
- 2015 LM48
- 2015 LO48
- 2015 LP48
- 2015 LQ48
- 2015 LS48
- 2015 LT48
- 2015 LU48
- 2015 LV48
- 2015 LW48
- 2015 LX48
- 2015 LZ48
- 2015 LA49
- 2015 LC49
- 2015 LD49
- 2015 LE49
- 2015 LF49
- 2015 LG49
- 2015 LH49
- 2015 LJ49
- 2015 LK49
- 2015 LL49
- 2015 LM49
- 2015 LN49
- 2015 LP49
- 2015 LQ49
- 2015 LR49
- 2015 LS49
- 2015 LT49
- 2015 LU49
- 2015 LV49
- 2015 LW49
- 2015 LY49
- 2015 LZ49
- 2015 LA50
- 2015 LB50
- 2015 LC50
- 2015 LD50
- 2015 LE50
- 2015 LF50
- 2015 LG50
- 2015 LH50
- 2015 LJ50
- 2015 LK50
- 2015 LL50
- 2015 LM50
- 2015 LN50
- 2015 LO50
- 2015 LP50
- 2015 LQ50
- 2015 LR50
- 2015 LS50
- 2015 LT50
- 2015 LU50
- 2015 LZ50
- 2015 LA51
- 2015 LD51
- 2015 LE51
- 2015 LJ51
- 2015 LR51
- 2015 LS51
- 2015 LT51
- 2015 LV51
- 2015 LY51
- 2015 LZ51
- 2015 LC52
- 2015 LG52
- 2015 LH52
- 2015 LJ52
- 2015 LK52
- 2015 LM52
- 2015 LO52
- 2015 LQ52
- 2015 LR52
- 2015 LS52
- 2015 LT52
- 2015 LU52
- 2015 LB53
- 2015 LC53
- 2015 LG53
- 2015 LH53
- 2015 LJ53
- 2015 LK53
- 2015 LL53
- 2015 LM53
- 2015 LN53
- 2015 LO53
- 2015 LP53
- 2015 LQ53
- 2015 LR53
- 2015 LS53
- 2015 LW53
- 2015 LY53
- 2015 LA54
- 2015 LC54
- 2015 LD54
- 2015 LF54
- 2015 LG54
- 2015 LH54
- 2015 LJ54
- 2015 LK54
- 2015 LL54
- 2015 LM54
- 2015 LN54
- 2015 LO54
- 2015 LQ54
- 2015 LR54
- 2015 LS54
- 2015 LT54
- 2015 LU54
- 2015 LY54
- 2015 LA55
- 2015 LB55
- 2015 LE55
- 2015 LG55
- 2015 LJ55
- 2015 LK55
- 2015 LM55
- 2015 LN55
- 2015 LO55
- 2015 LP55
- 2015 LQ55
- 2015 LR55
- 2015 LS55
- 2015 LT55
- 2015 LU55
- 2015 LV55
- 2015 LW55
- 2015 LX55
- 2015 LY55
- 2015 LA56
- 2015 LB56
- 2015 LD56
- 2015 LE56
- 2015 LF56
- 2015 LG56
- 2015 LH56
- 2015 LL56
- 2015 LM56
- 2015 LN56
- 2015 LO56
- 2015 LP56
- 2015 LQ56
- 2015 LR56
- 2015 LS56
- 2015 LT56
- 2015 LU56
- 2015 LX56
- 2015 LY56
- 2015 LZ56
- 2015 LD57
- 2015 LH57
- 2015 LL57
- 2015 LM57
- 2015 LN57
- 2015 LO57
- 2015 LP57
- 2015 LQ57
- 2015 LT57
- 2015 LW57
- 2015 LZ57
- 2015 LA58
- 2015 LB58
- 2015 LC58
- 2015 LD58
- 2015 LE58
- 2015 LF58
- 2015 LG58
- 2015 LH58
- 2015 LJ58
- 2015 LK58
- 2015 LM58
- 2015 LN58
- 2015 LO58
- 2015 LP58
- 2015 LQ58
- 2015 LR58
- 2015 LS58
- 2015 LV58
- 2015 LW58
- 2015 LX58
- 2015 LY58
- 2015 LZ58
- 2015 LA59
- 2015 LB59
- 2015 LC59
- 2015 LF59
- 2015 LG59
- 2015 LJ59
- 2015 LK59
- 2015 LL59
- 2015 LM59
- 2015 LN59
- 2015 LO59
- 2015 LP59
- 2015 LQ59
- 2015 LR59
- 2015 LS59
- 2015 LT59
- 2015 LU59
- 2015 LV59
- 2015 LW59
- 2015 LX59
- 2015 LY59
- 2015 LZ59
- 2015 LB60
- 2015 LC60
- 2015 LD60
- 2015 LE60
- 2015 LF60
- 2015 LG60
- 2015 LH60
- 2015 LJ60
- 2015 LK60
- 2015 LL60
- 2015 LN60
- 2015 LO60
- 2015 LP60
- 2015 LQ60
- 2015 LR60
- 2015 LS60
- 2015 LT60
- 2015 LU60
- 2015 LV60
- 2015 LW60
- 2015 LX60
- 2015 LY60
- 2015 LZ60
- 2015 LA61
- 2015 LB61
- 2015 LC61
- 2015 LD61
- 2015 LE61
- 2015 LG61
- 2015 LH61
- 2015 LJ61
- 2015 LK61
- 2015 LL61
- 2015 LM61
- 2015 LO61
- 2015 LP61
- 2015 LQ61
- 2015 LR61
- 2015 LS61
- 2015 LT61
- 2015 LU61
- 2015 LV61
- 2015 LW61
- 2015 LX61
- 2015 LY61
- 2015 LZ61
- 2015 LA62
- 2015 LB62
- 2015 LC62
- 2015 LE62
- 2015 LF62
- 2015 LG62
- 2015 LK62
- 2015 LL62
- 2015 LM62
- 2015 LO62
- 2015 LP62
- 2015 LQ62
- 2015 LR62
- 2015 LS62
- 2015 LV62
- 2015 LW62
- 2015 LX62
- 2015 LZ62
- 2015 LA63
- 2015 LB63
- 2015 LC63
- 2015 LD63
- 2015 LF63
- 2015 LG63
- 2015 LH63
- 2015 LJ63
- 2015 LK63
- 2015 LL63
- 2015 LM63
- 2015 LN63
- 2015 LO63
- 2015 LP63
- 2015 LQ63
- 2015 LR63
- 2015 LS63
- 2015 LT63
- 2015 LU63
- 2015 LV63
- 2015 LW63
- 2015 LX63
- 2015 LY63
- 2015 LZ63
- 2015 LA64
- 2015 LB64
- 2015 LC64
- 2015 LD64
- 2015 LE64
- 2015 LF64
- 2015 LH64
- 2015 LJ64
- 2015 LK64
- 2015 LL64
- 2015 LM64
- 2015 LN64
- 2015 LO64
- 2015 LP64
- 2015 LQ64
- 2015 LR64
- 2015 LS64
- 2015 LT64
- 2015 LU64
- 2015 LV64
- 2015 LW64
- 2015 LY64
- 2015 LZ64
- 2015 LB65
- 2015 LC65
- 2015 LD65
- 2015 LE65
- 2015 LF65
- 2015 LG65
- 2015 LH65
- 2015 LJ65
- 2015 LK65
- 2015 LL65
- 2015 LM65
- 2015 LN65
- 2015 LO65
- 2015 LP65
- 2015 LQ65
- 2015 LR65
- 2015 LS65
- 2015 LT65
- 2015 LU65
- 2015 LV65
- 2015 LW65
- 2015 LX65
- 2015 LY65
- 2015 LZ65
- 2015 LA66
- 2015 LB66
- 2015 LC66
- 2015 LD66
- 2015 LE66
- 2015 LF66
- 2015 LG66
- 2015 LH66
- 2015 LJ66
- 2015 LK66
- 2015 LN66
- 2015 LO66
- 2015 LP66
- 2015 LQ66
- 2015 LS66
- 2015 LV66
- 2015 LW66
- 2015 LX66
- 2015 LA67
- 2015 LB67
- 2015 LC67
- 2015 LD67
- 2015 LE67
- 2015 LF67
- 2015 LG67
- 2015 LH67
- 2015 LL67
- 2015 LM67
- 2015 LN67
- 2015 LP67
- 2015 LQ67
- 2015 LS67
- 2015 LT67
- 2015 LU67
- 2015 LV67
- 2015 LW67
- 2015 LX67
- 2015 LY67
- 2015 LZ67
- 2015 LA68
- 2015 LC68
- 2015 LD68
- 2015 LE68
- 2015 LH68
- 2015 LJ68
- 2015 LK68
- 2015 LL68
- 2015 LM68
- 2015 LP68
- 2015 LQ68
- 2015 LR68
- 2015 LS68
- 2015 LT68
- 2015 LU68
- 2015 LV68
- 2015 LW68
- 2015 LX68
- 2015 LY68
- 2015 LZ68
- 2015 LB69
- 2015 LC69
- 2015 LE69
- 2015 LF69
- 2015 LG69
- 2015 LH69
- 2015 LJ69
- 2015 LK69
- 2015 LL69
- 2015 LM69
- 2015 LN69
- 2015 LO69
- 2015 LP69
- 2015 LR69
- 2015 LS69
- 2015 LT69
- 2015 LU69
- 2015 LW69
- 2015 LY69
- 2015 LZ69
- 2015 LA70
- 2015 LB70
- 2015 LC70
- 2015 LD70
- 2015 LE70
- 2015 LG70
- 2015 LJ70
- 2015 LK70
- 2015 LL70
- 2015 LO70
- 2015 LP70
- 2015 LQ70
- 2015 LR70
- 2015 LS70
- 2015 LT70
- 2015 LU70
- 2015 LV70
- 2015 LW70
- 2015 LX70
- 2015 LY70
- 2015 LZ70
- 2015 LA71
- 2015 LB71
- 2015 LC71
- 2015 LD71
- 2015 LE71
- 2015 LF71
- 2015 LG71
- 2015 LJ71
- 2015 LK71
- 2015 LL71
- 2015 LM71
- 2015 LO71
- 2015 LS71
- 2015 LT71
- 2015 LU71
- 2015 LV71
- 2015 LW71
- 2015 LX71
- 2015 LY71
- 2015 LB72
- 2015 LC72
- 2015 LD72
- 2015 LE72
- 2015 LF72
- 2015 LG72
- 2015 LH72
- 2015 LJ72
- 2015 LK72
- 2015 LL72
- 2015 LN72
- 2015 LO72
- 2015 LP72
- 2015 LQ72
- 2015 LR72
- 2015 LS72
- 2015 LT72
- 2015 LU72
- 2015 LV72
- 2015 LW72
- 2015 LX72
- 2015 LY72
- 2015 LZ72
- 2015 LA73
- 2015 LB73
- 2015 LC73
- 2015 LD73
- 2015 LE73
- 2015 LH73
- 2015 LK73
- 2015 LL73
- 2015 LM73
- 2015 LP73
- 2015 LR73
- 2015 LS73
- 2015 LT73
- 2015 LU73
- 2015 LV73
- 2015 LY73
- 2015 LZ73
- 2015 LA74
- 2015 LB74
- 2015 LD74
- 2015 LE74
- 2015 LF74
- 2015 LH74
- 2015 LJ74
- 2015 LK74
- 2015 LL74
- 2015 LM74
- 2015 LN74
- 2015 LO74
- 2015 LQ74
- 2015 LR74
- 2015 LS74
- 2015 LT74
- 2015 LU74
- 2015 LV74
- 2015 LW74
- 2015 LX74
- 2015 LY74
- 2015 LZ74
- 2015 LA75
- 2015 LB75
- 2015 LC75
- 2015 LD75
- 2015 LE75
- 2015 LF75
- 2015 LG75
- 2015 LH75
- 2015 LJ75
- 2015 LK75
- 2015 LL75
- 2015 LM75
- 2015 LN75
- 2015 LO75
- 2015 LP75
- 2015 LQ75
- 2015 LR75
- 2015 LS75
- 2015 LT75
- 2015 LV75
- 2015 LW75
- 2015 LX75
- 2015 LZ75
- 2015 LA76
- 2015 LB76
- 2015 LC76
- 2015 LD76
- 2015 LE76
- 2015 LF76
- 2015 LG76
- 2015 LH76
- 2015 LJ76
- 2015 LK76
- 2015 LL76
- 2015 LM76
- 2015 LN76
- 2015 LO76
- 2015 LP76
- 2015 LQ76
- 2015 LR76
- 2015 LS76
- 2015 LT76
- 2015 LU76
- 2015 LV76
- 2015 LW76
- 2015 LX76
- 2015 LY76
- 2015 LZ76
- 2015 LA77
- 2015 LB77

### Du 16 au 30 juin 2015
- 2015 MA
- 2015 MC
- 2015 ME1
- 2015 MH1
- 2015 MJ1
- 2015 MM1
- 2015 MO1
- 2015 MP1
- 2015 MQ1
- 2015 MU1
- 2015 MY1
- 2015 MC2
- 2015 MG2
- 2015 MJ2
- 2015 MK2
- 2015 MM2
- 2015 MS2
- 2015 MF3
- 2015 MM3
- 2015 MN3
- 2015 MR3
- 2015 MS3
- 2015 MY3
- 2015 MA4
- 2015 MC4
- 2015 MD4
- 2015 MG4
- 2015 MM4
- 2015 MN4
- 2015 MU4
- 2015 MZ4
- 2015 MB5
- 2015 ME5
- 2015 MG5
- 2015 MH5
- 2015 MJ5
- 2015 MM5
- 2015 MR5
- 2015 MU5
- 2015 MV5
- 2015 MY5
- 2015 MA6
- 2015 MF6
- 2015 MM6
- 2015 MO6
- 2015 MW6
- 2015 MY6
- 2015 MB7
- 2015 MC7
- 2015 ME7
- 2015 MF7
- 2015 MM7
- 2015 MO7
- 2015 MV7
- 2015 MA8
- 2015 MH8
- 2015 MJ8
- 2015 MN8
- 2015 MO8
- 2015 MQ8
- 2015 MW8
- 2015 MX8
- 2015 MZ8
- 2015 MA9
- 2015 MG9
- 2015 MR9
- 2015 MA10
- 2015 ME10
- 2015 MF10
- 2015 MG10
- 2015 MH10
- 2015 MN10
- 2015 MO10
- 2015 MQ10
- 2015 MV10
- 2015 MX10
- 2015 MZ10
- 2015 MC11
- 2015 MK11
- 2015 ML11
- 2015 MN11
- 2015 MO11
- 2015 MP11
- 2015 MV11
- 2015 MB12
- 2015 MF12
- 2015 MO12
- 2015 MP12
- 2015 MT12
- 2015 MU12
- 2015 MA13
- 2015 ME13
- 2015 MG13
- 2015 MH13
- 2015 MJ13
- 2015 ML13
- 2015 MQ13
- 2015 MX13
- 2015 MA14
- 2015 MC14
- 2015 ME14
- 2015 MR14
- 2015 MX14
- 2015 MA15
- 2015 MB15
- 2015 MC15
- 2015 ME15
- 2015 MG15
- 2015 MM15
- 2015 MN15
- 2015 MS15
- 2015 MX15
- 2015 MY15
- 2015 MZ15
- 2015 ME16
- 2015 MF16
- 2015 MG16
- 2015 MK16
- 2015 MV16
- 2015 MW16
- 2015 MG17
- 2015 MJ17
- 2015 MR17
- 2015 MT17
- 2015 MW17
- 2015 MA18
- 2015 MB18
- 2015 MD18
- 2015 MF18
- 2015 MJ18
- 2015 ML18
- 2015 MN18
- 2015 MP18
- 2015 MR18
- 2015 MV18
- 2015 MY18
- 2015 MZ18
- 2015 MB19
- 2015 MC19
- 2015 ME19
- 2015 MG19
- 2015 MK19
- 2015 MP19
- 2015 MC20
- 2015 ML20
- 2015 MT20
- 2015 MU20
- 2015 MV20
- 2015 MX20
- 2015 MB21
- 2015 MF21
- 2015 MG21
- 2015 MJ21
- 2015 MM21
- 2015 MN21
- 2015 MO21
- 2015 MU21
- 2015 MW21
- 2015 MG22
- 2015 ML22
- 2015 MY22
- 2015 MB23
- 2015 MG23
- 2015 MK23
- 2015 MO23
- 2015 MW23
- 2015 MX23
- 2015 ME24
- 2015 MH24
- 2015 MM24
- 2015 MQ24
- 2015 MR24
- 2015 MT24
- 2015 MW24
- 2015 ME25
- 2015 MJ25
- 2015 MX25
- 2015 MY25
- 2015 MB26
- 2015 MF26
- 2015 MG26
- 2015 MH26
- 2015 MK26
- 2015 ML26
- 2015 MO26
- 2015 MQ26
- 2015 MT26
- 2015 MV26
- 2015 MZ26
- 2015 ME27
- 2015 MQ27
- 2015 MS27
- 2015 MX27
- 2015 ME28
- 2015 MG28
- 2015 MJ28
- 2015 MM28
- 2015 MO28
- 2015 MP28
- 2015 MS28
- 2015 MV28
- 2015 ME29
- 2015 MF29
- 2015 MH29
- 2015 MK29
- 2015 MM29
- 2015 MP29
- 2015 MR29
- 2015 MT29
- 2015 MU29
- 2015 MX29
- 2015 MC30
- 2015 ME30
- 2015 MH30
- 2015 MK30
- 2015 MM30
- 2015 MR30
- 2015 MU30
- 2015 MY30
- 2015 MZ30
- 2015 MC31
- 2015 MF31
- 2015 MG31
- 2015 MP31
- 2015 MR31
- 2015 MT31
- 2015 MX31
- 2015 MA32
- 2015 MC32
- 2015 MK32
- 2015 MM32
- 2015 MO32
- 2015 MP32
- 2015 MQ32
- 2015 MR32
- 2015 MV32
- 2015 MX32
- 2015 MC33
- 2015 MJ33
- 2015 MM33
- 2015 MO33
- 2015 MQ33
- 2015 MU33
- 2015 MX33
- 2015 MB34
- 2015 MF34
- 2015 MG34
- 2015 MH34
- 2015 MR34
- 2015 MS34
- 2015 MT34
- 2015 MV34
- 2015 MB35
- 2015 MC35
- 2015 MP35
- 2015 MR35
- 2015 MU35
- 2015 MV35
- 2015 ME36
- 2015 MJ36
- 2015 ML36
- 2015 MM36
- 2015 MP36
- 2015 MX36
- 2015 MB37
- 2015 MC37
- 2015 ML37
- 2015 MM37
- 2015 MO37
- 2015 MU37
- 2015 MY37
- 2015 MZ37
- 2015 MC38
- 2015 MG38
- 2015 MK38
- 2015 MM38
- 2015 MP38
- 2015 MS38
- 2015 MX38
- 2015 MZ38
- 2015 MB39
- 2015 MC39
- 2015 MF39
- 2015 MH39
- 2015 MJ39
- 2015 MK39
- 2015 ML39
- 2015 MM39
- 2015 MN39
- 2015 MR39
- 2015 MV39
- 2015 MX39
- 2015 MC40
- 2015 MF40
- 2015 MG40
- 2015 MO40
- 2015 MR40
- 2015 MS40
- 2015 MT40
- 2015 MV40
- 2015 MC41
- 2015 MD41
- 2015 MG41
- 2015 MM41
- 2015 MR41
- 2015 MX41
- 2015 MZ41
- 2015 MB42
- 2015 ME42
- 2015 MN42
- 2015 MP42
- 2015 MW42
- 2015 MX42
- 2015 MZ42
- 2015 ML43
- 2015 MM43
- 2015 MN43
- 2015 MP43
- 2015 MR43
- 2015 MS43
- 2015 MT43
- 2015 MU43
- 2015 MV43
- 2015 MY43
- 2015 MD44
- 2015 MF44
- 2015 MH44
- 2015 MK44
- 2015 MN44
- 2015 MQ44
- 2015 MW44
- 2015 MY44
- 2015 MB45
- 2015 ME45
- 2015 MF45
- 2015 MG45
- 2015 MP45
- 2015 MV45
- 2015 MX45
- 2015 MZ45
- 2015 MD46
- 2015 MG46
- 2015 MK46
- 2015 MO46
- 2015 MV46
- 2015 MW46
- 2015 MN47
- 2015 MQ47
- 2015 MR47
- 2015 MU47
- 2015 MV47
- 2015 MW47
- 2015 MF48
- 2015 MG48
- 2015 MH48
- 2015 MJ48
- 2015 MO48
- 2015 MS48
- 2015 MA49
- 2015 MG49
- 2015 MU49
- 2015 MY49
- 2015 MC50
- 2015 MH50
- 2015 MJ50
- 2015 MO50
- 2015 MQ50
- 2015 MS50
- 2015 MY50
- 2015 MA51
- 2015 MC51
- 2015 MP51
- 2015 MQ51
- 2015 MR51
- 2015 MV51
- 2015 MA52
- 2015 MB52
- 2015 MD52
- 2015 MN52
- 2015 MW52
- 2015 MN53
- 2015 MT53
- 2015 MV53
- 2015 MW53
- 2015 MX53
- 2015 MY53
- 2015 MZ53
- 2015 MA54
- 2015 MB54
- 2015 MC54
- 2015 MB55
- 2015 MF55
- 2015 MQ55
- 2015 MS55
- 2015 MU55
- 2015 ME56
- 2015 MG56
- 2015 MJ56
- 2015 MK56
- 2015 MO56
- 2015 MP56
- 2015 MT56
- 2015 MU56
- 2015 MX56
- 2015 MY56
- 2015 MC57
- 2015 MH57
- 2015 MR57
- 2015 MA58
- 2015 MB58
- 2015 ME58
- 2015 MJ58
- 2015 MT58
- 2015 MU58
- 2015 MW58
- 2015 MX58
- 2015 MH59
- 2015 MS59
- 2015 MT59
- 2015 MU59
- 2015 MV59
- 2015 MW59
- 2015 MX59
- 2015 MZ59
- 2015 MC60
- 2015 ME60
- 2015 MF60
- 2015 MG60
- 2015 MZ60
- 2015 MD61
- 2015 MJ61
- 2015 MM61
- 2015 MQ61
- 2015 MS61
- 2015 MU61
- 2015 MV61
- 2015 MX61
- 2015 MA62
- 2015 ME62
- 2015 MJ62
- 2015 MK62
- 2015 MN62
- 2015 MS62
- 2015 MU62
- 2015 MV62
- 2015 MY62
- 2015 ME63
- 2015 MF63
- 2015 MG63
- 2015 MH63
- 2015 MQ63
- 2015 MU63
- 2015 MW63
- 2015 MB64
- 2015 ME64
- 2015 MF64
- 2015 MJ64
- 2015 ML64
- 2015 MM64
- 2015 MN64
- 2015 MP64
- 2015 MQ64
- 2015 MV64
- 2015 MW64
- 2015 MX64
- 2015 MZ64
- 2015 MB65
- 2015 ME65
- 2015 MF65
- 2015 ML65
- 2015 MM65
- 2015 MO65
- 2015 MP65
- 2015 MQ65
- 2015 MR65
- 2015 MA66
- 2015 MC66
- 2015 MM66
- 2015 MP66
- 2015 MS66
- 2015 MV67
- 2015 MW67
- 2015 ME68
- 2015 MF68
- 2015 MN68
- 2015 MR68
- 2015 MX68
- 2015 MY68
- 2015 MD69
- 2015 MG69
- 2015 MM69
- 2015 MN69
- 2015 MO69
- 2015 MR69
- 2015 MU69
- 2015 MZ69
- 2015 MA70
- 2015 ME70
- 2015 MJ70
- 2015 MM70
- 2015 MQ70
- 2015 MR70
- 2015 MW70
- 2015 MY70
- 2015 MZ70
- 2015 MH71
- 2015 MJ71
- 2015 MM71
- 2015 MU71
- 2015 MY71
- 2015 MA72
- 2015 MB72
- 2015 MF72
- 2015 MH72
- 2015 MK72
- 2015 MM72
- 2015 MP72
- 2015 MR72
- 2015 MV72
- 2015 MW72
- 2015 MX72
- 2015 MY72
- 2015 MC73
- 2015 MD73
- 2015 MF73
- 2015 MG73
- 2015 MM73
- 2015 MO73
- 2015 MP73
- 2015 MR73
- 2015 MS73
- 2015 MT73
- 2015 MV73
- 2015 MX73
- 2015 MY73
- 2015 MZ73
- 2015 MC74
- 2015 MD74
- 2015 MG74
- 2015 MH74
- 2015 MM74
- 2015 MP74
- 2015 MQ74
- 2015 MR74
- 2015 MS74
- 2015 MV74
- 2015 MW74
- 2015 MA75
- 2015 MC75
- 2015 ME75
- 2015 MK75
- 2015 MW75
- 2015 MZ75
- 2015 ME76
- 2015 MF76
- 2015 MH76
- 2015 ML76
- 2015 MO76
- 2015 MP76
- 2015 MR76
- 2015 MU76
- 2015 MV76
- 2015 MA77
- 2015 MD77
- 2015 ME77
- 2015 MH77
- 2015 MJ77
- 2015 MO77
- 2015 MP77
- 2015 MR77
- 2015 MT77
- 2015 MW77
- 2015 MB78
- 2015 MC78
- 2015 MD78
- 2015 ME78
- 2015 MK78
- 2015 MP78
- 2015 MR78
- 2015 MS78
- 2015 MV78
- 2015 MZ78
- 2015 MA79
- 2015 MC79
- 2015 MF79
- 2015 MJ79
- 2015 MK79
- 2015 MM79
- 2015 MR79
- 2015 MW79
- 2015 MX79
- 2015 MY79
- 2015 MD80
- 2015 MF80
- 2015 MK80
- 2015 ML80
- 2015 MM80
- 2015 MO80
- 2015 MV80
- 2015 MZ80
- 2015 MA81
- 2015 MC81
- 2015 MD81
- 2015 MF81
- 2015 MG81
- 2015 MJ81
- 2015 MN81
- 2015 MQ81
- 2015 MS81
- 2015 MX81
- 2015 MZ81
- 2015 MA82
- 2015 MH82
- 2015 MJ82
- 2015 ML82
- 2015 MM82
- 2015 MN82
- 2015 MO82
- 2015 MV82
- 2015 MX82
- 2015 MZ82
- 2015 MH83
- 2015 MM83
- 2015 MO83
- 2015 MQ83
- 2015 MR83
- 2015 MW83
- 2015 MD84
- 2015 MH84
- 2015 MK84
- 2015 ML84
- 2015 MN84
- 2015 MO84
- 2015 MX84
- 2015 MY84
- 2015 MA85
- 2015 MN85
- 2015 MV85
- 2015 MA86
- 2015 MC86
- 2015 MN86
- 2015 MQ86
- 2015 MV86
- 2015 MY86
- 2015 MB87
- 2015 MC87
- 2015 MG87
- 2015 MH87
- 2015 MJ87
- 2015 MK87
- 2015 MM87
- 2015 MQ87
- 2015 MR87
- 2015 MT87
- 2015 MU87
- 2015 MW87
- 2015 MX87
- 2015 MZ87
- 2015 MC88
- 2015 ME88
- 2015 MK88
- 2015 MO88
- 2015 MP88
- 2015 MQ88
- 2015 MS88
- 2015 MV88
- 2015 MB89
- 2015 MF89
- 2015 MK89
- 2015 ML89
- 2015 MM89
- 2015 MO89
- 2015 MV89
- 2015 MY89
- 2015 MY90
- 2015 MB91
- 2015 MP91
- 2015 MS91
- 2015 MB92
- 2015 MM92
- 2015 MV92
- 2015 MY92
- 2015 MM93
- 2015 MZ93
- 2015 MU94
- 2015 MW94
- 2015 MX94
- 2015 MY94
- 2015 MB95
- 2015 MD95
- 2015 MF95
- 2015 MK95
- 2015 ML95
- 2015 MM95
- 2015 MO95
- 2015 MP95
- 2015 MQ95
- 2015 MS95
- 2015 MT95
- 2015 MU95
- 2015 MW95
- 2015 MB96
- 2015 MM96
- 2015 MQ96
- 2015 MR96
- 2015 MU96
- 2015 MD97
- 2015 ME97
- 2015 MF97
- 2015 MJ97
- 2015 MM97
- 2015 MP97
- 2015 MR97
- 2015 MS97
- 2015 ME98
- 2015 MG98
- 2015 MJ98
- 2015 MO98
- 2015 MP98
- 2015 MU98
- 2015 MV98
- 2015 MA99
- 2015 MB99
- 2015 MF99
- 2015 MG99
- 2015 MP99
- 2015 MQ99
- 2015 MS99
- 2015 MW99
- 2015 MY99
- 2015 MB100
- 2015 MD100
- 2015 ME100
- 2015 MF100
- 2015 MK100
- 2015 ML100
- 2015 MM100
- 2015 MN100
- 2015 MQ100
- 2015 MY100
- 2015 MZ100
- 2015 MA101
- 2015 MC101
- 2015 MD101
- 2015 MF101
- 2015 MH101
- 2015 MK101
- 2015 ML101
- 2015 MP101
- 2015 MQ101
- 2015 MU101
- 2015 MD102
- 2015 MH102
- 2015 ML102
- 2015 MN102
- 2015 MO102
- 2015 MP102
- 2015 MQ102
- 2015 MR102
- 2015 MS102
- 2015 MA103
- 2015 MF103
- 2015 MV103
- 2015 MW103
- 2015 MX103
- 2015 MY103
- 2015 MS104
- 2015 MV104
- 2015 MZ104
- 2015 MB105
- 2015 MC105
- 2015 ME105
- 2015 MG105
- 2015 MQ105
- 2015 MU105
- 2015 MA106
- 2015 MD106
- 2015 MF106
- 2015 MH106
- 2015 MP106
- 2015 MQ106
- 2015 MX106
- 2015 MZ106
- 2015 MB107
- 2015 MC107
- 2015 MD107
- 2015 MH107
- 2015 MK107
- 2015 MP107
- 2015 MS107
- 2015 MV107
- 2015 MW107
- 2015 MZ107
- 2015 MA108
- 2015 MD108
- 2015 MF108
- 2015 MG108
- 2015 MN108
- 2015 MQ108
- 2015 MS108
- 2015 MT108
- 2015 MV108
- 2015 MB109
- 2015 MJ109
- 2015 MK109
- 2015 MO109
- 2015 MV109
- 2015 MW109
- 2015 MB110
- 2015 MG110
- 2015 MH110
- 2015 MK110
- 2015 MR110
- 2015 MU110
- 2015 MX110
- 2015 MZ110
- 2015 MC111
- 2015 MM111
- 2015 MT111
- 2015 MU111
- 2015 MY111
- 2015 MG112
- 2015 MK112
- 2015 MB113
- 2015 ML113
- 2015 MQ113
- 2015 MB114
- 2015 MD114
- 2015 MK114
- 2015 MQ114
- 2015 MX114
- 2015 ME115
- 2015 MG115
- 2015 ML115
- 2015 MM115
- 2015 MS115
- 2015 MW115
- 2015 MY115
- 2015 MZ115
- 2015 MB116
- 2015 ME116
- 2015 MG116
- 2015 ML116
- 2015 MM116
- 2015 MN116
- 2015 MO116
- 2015 MQ116
- 2015 MZ116
- 2015 MB117
- 2015 MN117
- 2015 MR117
- 2015 MS117
- 2015 MX117
- 2015 MY117
- 2015 MK118
- 2015 MR118
- 2015 MS118
- 2015 MT118
- 2015 MU118
- 2015 MV118
- 2015 MY118
- 2015 MB119
- 2015 MD119
- 2015 ME119
- 2015 MF119
- 2015 MG119
- 2015 MH119
- 2015 MJ119
- 2015 MK119
- 2015 MM119
- 2015 MN119
- 2015 MO119
- 2015 MP119
- 2015 MT119
- 2015 MW119
- 2015 MY119
- 2015 MZ119
- 2015 MA120
- 2015 MD120
- 2015 MF120
- 2015 MG120
- 2015 MH120
- 2015 MJ120
- 2015 MM120
- 2015 MO120
- 2015 MQ120
- 2015 MR120
- 2015 MT120
- 2015 MX120
- 2015 MZ120
- 2015 MA121
- 2015 MH121
- 2015 MK121
- 2015 MS121
- 2015 MU121
- 2015 MW121
- 2015 MX121
- 2015 MY121
- 2015 MA122
- 2015 MF122
- 2015 MG122
- 2015 ML122
- 2015 MN122
- 2015 MO122
- 2015 MP122
- 2015 MQ122
- 2015 MV122
- 2015 MW122
- 2015 MY122
- 2015 MH123
- 2015 ML123
- 2015 MM123
- 2015 MU123
- 2015 MW123
- 2015 MZ123
- 2015 MA124
- 2015 ML124
- 2015 MO124
- 2015 MT124
- 2015 MU124
- 2015 MZ124
- 2015 ME125
- 2015 MK125
- 2015 MS125
- 2015 MU125
- 2015 MX125
- 2015 MD126
- 2015 MH126
- 2015 MR126
- 2015 MZ126
- 2015 MC127
- 2015 MD127
- 2015 MF127
- 2015 MO127
- 2015 MP127
- 2015 MR127
- 2015 MV127
- 2015 MG128
- 2015 MJ128
- 2015 MN128
- 2015 MW128
- 2015 MF129
- 2015 MG129
- 2015 MN129
- 2015 MP129
- 2015 MR129
- 2015 MT129
- 2015 MU129
- 2015 MV129
- 2015 MF130
- 2015 MG130
- 2015 MH130
- 2015 MJ130
- 2015 MK130
- 2015 ML130
- 2015 MM130
- 2015 MN130
- 2015 MO130
- 2015 MP130
- 2015 MQ130
- 2015 MR130
- 2015 MS130
- 2015 MV130
- 2015 MW130
- 2015 MX130
- 2015 MZ130
- 2015 MA131
- 2015 MB131
- 2015 MC131
- 2015 MD131
- 2015 ME131
- 2015 MF131
- 2015 MN131
- 2015 MO131
- 2015 MQ131
- 2015 MR131
- 2015 MT131
- 2015 MV131
- 2015 MW131
- 2015 MX131
- 2015 MZ131
- 2015 MA132
- 2015 MD132
- 2015 ME132
- 2015 MH132
- 2015 MJ132
- 2015 MK132
- 2015 ML132
- 2015 MM132
- 2015 MN132
- 2015 MO132
- 2015 MP132
- 2015 MQ132
- 2015 MR132
- 2015 MS132
- 2015 MT132
- 2015 MU132
- 2015 MX132
- 2015 MY132
- 2015 MA133
- 2015 MB133
- 2015 MD133
- 2015 ME133
- 2015 MG133
- 2015 MH133
- 2015 MK133
- 2015 MM133
- 2015 MN133
- 2015 MQ133
- 2015 MR133
- 2015 MS133
- 2015 MT133
- 2015 MU133
- 2015 MV133
- 2015 MY133
- 2015 MT134
- 2015 MW134
- 2015 MX134
- 2015 MQ135
- 2015 MU135
- 2015 MW135
- 2015 MH136
- 2015 MM136
- 2015 MP136
- 2015 MB138
- 2015 MD139
- 2015 MG139
- 2015 MY139
- 2015 MA140
- 2015 MB140
- 2015 ME140
- 2015 MW140
- 2015 MG141
- 2015 MN141
- 2015 MO141
- 2015 MR141
- 2015 MU141
- 2015 MX141
- 2015 MJ142
- 2015 ML142
- 2015 MP142
- 2015 MS142
- 2015 MJ143
- 2015 ML143
- 2015 MM143
- 2015 MP143
- 2015 MB144
- 2015 MM144
- 2015 ME145
- 2015 MG145
- 2015 MK145
- 2015 MQ145
- 2015 MU145
- 2015 MX145
- 2015 MY145
- 2015 MZ145
- 2015 MD146
- 2015 MF146
- 2015 MJ146
- 2015 MN146
- 2015 MU146
- 2015 MZ146
- 2015 MH147
- 2015 MK147
- 2015 MS147
- 2015 MU147
- 2015 MW147
- 2015 MC148
- 2015 MG148
- 2015 MH148
- 2015 ML148
- 2015 MN148
- 2015 MO148
- 2015 MQ148
- 2015 MX148
- 2015 MA149
- 2015 MD150
- 2015 ML150
- 2015 MN150
- 2015 MQ150
- 2015 MV150
- 2015 MW150
- 2015 MX150
- 2015 MY150
- 2015 MA151
- 2015 MB151
- 2015 MC151
- 2015 MG151
- 2015 MJ151
- 2015 MK151
- 2015 ML151
- 2015 MM151
- 2015 MN151
- 2015 MO151
- 2015 MP151
- 2015 MQ151
- 2015 MR151
- 2015 MS151
- 2015 MT151
- 2015 MV151
- 2015 MX151
- 2015 MY151
- 2015 MZ151
- 2015 MA152
- 2015 MD152
- 2015 ME152
- 2015 MG152
- 2015 MJ152
- 2015 MK152
- 2015 ML152
- 2015 MM152
- 2015 MN152
- 2015 MR152
- 2015 MS152
- 2015 MT152
- 2015 MV152
- 2015 MW152
- 2015 MY152
- 2015 MZ152
- 2015 MA153
- 2015 MC153
- 2015 MD153
- 2015 ME153
- 2015 MF153
- 2015 MG153
- 2015 MH153
- 2015 MJ153
- 2015 MK153
- 2015 MM153
- 2015 MN153
- 2015 MP153
- 2015 MQ153
- 2015 MR153
- 2015 MS153
- 2015 MT153
- 2015 MU153
- 2015 MV153
- 2015 MW153
- 2015 MX153
- 2015 MY153
- 2015 MZ153
- 2015 MB154
- 2015 MC154
- 2015 ME154
- 2015 MF154
- 2015 MG154
- 2015 MH154
- 2015 MJ154
- 2015 MK154
- 2015 ML154
- 2015 MM154
- 2015 MN154
- 2015 MO154
- 2015 MP154
- 2015 MQ154
- 2015 MS154
- 2015 MT154
- 2015 MU154
- 2015 MV154
- 2015 MW154
- 2015 MY154
- 2015 MZ154
- 2015 MA155
- 2015 MB155
- 2015 MC155
- 2015 MD155
- 2015 ME155
- 2015 MF155
- 2015 MG155
- 2015 MJ155
- 2015 MK155
- 2015 MM155
- 2015 MN155
- 2015 MO155
- 2015 MP155
- 2015 MQ155
- 2015 MR155
- 2015 MS155
- 2015 MT155
- 2015 MU155
- 2015 MW155
- 2015 MY155
- 2015 MZ155
- 2015 MB156
- 2015 MC156
- 2015 ME156
- 2015 MJ156
- 2015 MK156
- 2015 ML156
- 2015 MM156
- 2015 MN156
- 2015 MP156
- 2015 MQ156
- 2015 MR156
- 2015 MS156
- 2015 MT156
- 2015 MU156
- 2015 MW156
- 2015 MY156
- 2015 MZ156
- 2015 MA157
- 2015 MB157
- 2015 MC157
- 2015 MD157
- 2015 MF157
- 2015 MH157
- 2015 MJ157
- 2015 MK157
- 2015 ML157
- 2015 MM157
- 2015 MN157
- 2015 MO157
- 2015 MP157
- 2015 MQ157
- 2015 MR157
- 2015 MS157
- 2015 MT157
- 2015 MU157
- 2015 MV157
- 2015 MW157
- 2015 MX157
- 2015 MY157
- 2015 MZ157
- 2015 MA158
- 2015 MB158
- 2015 MC158
- 2015 MD158
- 2015 ME158
- 2015 MF158
- 2015 MG158
- 2015 MH158
- 2015 MJ158
- 2015 MK158
- 2015 ML158
- 2015 MM158
- 2015 MN158
- 2015 MO158
- 2015 MP158
- 2015 MQ158
- 2015 MR158
- 2015 MS158
- 2015 MT158
- 2015 MU158
- 2015 MW158
- 2015 MX158
- 2015 MY158
- 2015 MZ158
- 2015 MA159
- 2015 MB159
- 2015 MC159
- 2015 MD159
- 2015 MG159
- 2015 MH159
- 2015 MJ159
- 2015 MK159
- 2015 ML159
- 2015 MM159
- 2015 MN159
- 2015 MO159
- 2015 MP159
- 2015 MQ159
- 2015 MR159
- 2015 MS159
- 2015 MT159
- 2015 MV159
- 2015 MW159
- 2015 MX159
- 2015 MY159
- 2015 MZ159
- 2015 MA160
- 2015 MB160
- 2015 MF160
- 2015 MH160
- 2015 MJ160
- 2015 MK160
- 2015 ML160
- 2015 MM160
- 2015 MN160
- 2015 MO160
- 2015 MP160
- 2015 MQ160
- 2015 MR160
- 2015 MS160
- 2015 MT160
- 2015 MV160
- 2015 MW160
- 2015 MY160
- 2015 MZ160
- 2015 MA161
- 2015 MB161
- 2015 MC161
- 2015 MD161
- 2015 ME161
- 2015 MG161
- 2015 MH161
- 2015 MJ161
- 2015 MK161
- 2015 ML161
- 2015 MM161
- 2015 MN161
- 2015 MO161
- 2015 MP161
- 2015 MQ161
- 2015 MS161
- 2015 MU161
- 2015 MV161
- 2015 MW161
- 2015 MX161
- 2015 MY161
- 2015 MZ161
- 2015 MA162
- 2015 MB162
- 2015 MC162
- 2015 MD162
- 2015 ME162
- 2015 MF162
- 2015 MG162
- 2015 MH162
- 2015 MK162
- 2015 ML162
- 2015 MM162
- 2015 MN162
- 2015 MO162
- 2015 MP162
- 2015 MQ162
- 2015 MR162
- 2015 MS162
- 2015 MT162
- 2015 MU162
- 2015 MV162
- 2015 MW162
- 2015 MY162
- 2015 MA163
- 2015 MB163
- 2015 ME163
- 2015 MH163
- 2015 ML163
- 2015 MM163
- 2015 MN163
- 2015 MO163
- 2015 MP163
- 2015 MQ163
- 2015 MR163
- 2015 MS163
- 2015 MT163
- 2015 MV163
- 2015 MA164
- 2015 MB164
- 2015 MD164
- 2015 ME164
- 2015 MF164
- 2015 MJ164
- 2015 MK164
- 2015 ML164
- 2015 MM164
- 2015 MO164
- 2015 MR164
- 2015 MS164
- 2015 MT164
- 2015 MU164
- 2015 MV164
- 2015 MW164
- 2015 MY164
- 2015 MZ164
- 2015 MA165
- 2015 MB165
- 2015 MC165
- 2015 MJ165
- 2015 MN165
- 2015 MS165
- 2015 MV165
- 2015 MW165
- 2015 MX165
- 2015 MZ165
- 2015 MA166
- 2015 MB166
- 2015 MD166
- 2015 ME166
- 2015 MF166
- 2015 MG166
- 2015 MJ166
- 2015 MK166
- 2015 ML166
- 2015 MP166
- 2015 MR166
- 2015 MT166
- 2015 MU166
- 2015 MV166
- 2015 MW166
- 2015 MY166
- 2015 MD167
- 2015 ME167
- 2015 MF167
- 2015 MH167
- 2015 MJ167
- 2015 MK167
- 2015 MO167
- 2015 MP167
- 2015 MQ167
- 2015 MR167
- 2015 MW167
- 2015 MZ167
- 2015 MB168
- 2015 MC168
- 2015 MD168
- 2015 MF168
- 2015 MG168
- 2015 MJ168
- 2015 MK168
- 2015 MO168
- 2015 MP168
- 2015 MQ168
- 2015 MR168
- 2015 MS168
- 2015 MT168
- 2015 MV168
- 2015 MW168
- 2015 MX168
- 2015 MY168
- 2015 MA169
- 2015 MC169
- 2015 MD169
- 2015 ME169
- 2015 MF169
- 2015 MG169
- 2015 MH169
- 2015 MJ169
- 2015 MK169
- 2015 ML169
- 2015 MM169
- 2015 MN169
- 2015 MO169
- 2015 MP169
- 2015 MR169
- 2015 MT169
- 2015 MU169
- 2015 MX169
- 2015 MY169
- 2015 MZ169
- 2015 MA170
- 2015 MC170
- 2015 MD170
- 2015 ME170
- 2015 MF170
- 2015 MG170
- 2015 MH170
- 2015 MN170
- 2015 MO170
- 2015 MT170
- 2015 MV170
- 2015 MW170
- 2015 MY170
- 2015 MZ170
- 2015 MA171
- 2015 MB171
- 2015 MD171
- 2015 ME171
- 2015 MF171
- 2015 MG171
- 2015 MH171
- 2015 MJ171
- 2015 MK171
- 2015 MM171
- 2015 MN171
- 2015 MP171
- 2015 MQ171
- 2015 MR171
- 2015 MV171
- 2015 MX171
- 2015 MY171
- 2015 MA172
- 2015 MB172
- 2015 MC172
- 2015 MG172
- 2015 MJ172
- 2015 MK172
- 2015 ML172
- 2015 MM172
- 2015 MO172
- 2015 MQ172
- 2015 MS172
- 2015 MU172
- 2015 MV172
- 2015 MW172
- 2015 MX172
- 2015 MY172
- 2015 MZ172
- 2015 MA173
- 2015 MB173
- 2015 MC173
- 2015 MD173
- 2015 ME173
- 2015 MF173
- 2015 MH173
- 2015 MJ173
- 2015 MK173
- 2015 ML173
- 2015 MM173
- 2015 MN173
- 2015 MO173
- 2015 MQ173
- 2015 MS173
- 2015 MT173
- 2015 MU173
- 2015 MV173
- 2015 MW173
- 2015 MX173
- 2015 MY173
- 2015 MZ173
- 2015 MA174
- 2015 MB174
- 2015 MC174
- 2015 ME174
- 2015 MF174
- 2015 MG174
- 2015 MH174
- 2015 MJ174
- 2015 MK174
- 2015 MM174
- 2015 MN174
- 2015 MO174
- 2015 MQ174
- 2015 MS174
- 2015 MT174
- 2015 MU174
- 2015 MV174
- 2015 MW174
- 2015 MA175
- 2015 MB175
- 2015 MC175
- 2015 MD175
- 2015 MF175
- 2015 MH175
- 2015 MJ175
- 2015 MK175
- 2015 ML175
- 2015 MP175
- 2015 MQ175
- 2015 MR175
- 2015 MS175
- 2015 MV175
- 2015 MX175
- 2015 MY175
- 2015 MA176
- 2015 MB176
- 2015 MC176
- 2015 MD176
- 2015 MF176
- 2015 MH176
- 2015 MM176
- 2015 MO176
- 2015 MP176
- 2015 MQ176
- 2015 MS176
- 2015 MT176
- 2015 MU176
- 2015 MZ176
- 2015 MA177
- 2015 MB177
- 2015 MC177
- 2015 MD177
- 2015 ME177
- 2015 MF177
- 2015 MG177
- 2015 MH177
- 2015 MJ177
- 2015 MK177
- 2015 ML177
- 2015 MM177
- 2015 MN177
- 2015 MO177
- 2015 MP177
- 2015 MQ177
- 2015 MS177
- 2015 MU177
- 2015 MV177
- 2015 MY177
- 2015 MZ177
- 2015 MB178
- 2015 MC178
- 2015 MD178
- 2015 ME178
- 2015 MF178
- 2015 MG178
- 2015 MH178
- 2015 MJ178
- 2015 MK178
- 2015 ML178
- 2015 MM178
- 2015 MN178
- 2015 MO178
- 2015 MP178
- 2015 MQ178
- 2015 MS178
- 2015 MU178
- 2015 MV178
- 2015 MW178
- 2015 MX178
- 2015 MY178
- 2015 MA179
- 2015 MB179
- 2015 MC179
- 2015 MD179
- 2015 ME179
- 2015 MF179
- 2015 MG179
- 2015 MH179
- 2015 MJ179
- 2015 MK179
- 2015 ML179
- 2015 MM179
- 2015 MN179
- 2015 MO179
- 2015 MP179
- 2015 MQ179
- 2015 MR179
- 2015 MS179
- 2015 MT179
- 2015 MV179
- 2015 MW179
- 2015 MX179
- 2015 MY179
- 2015 MZ179
- 2015 MA180
- 2015 MB180
- 2015 MC180
- 2015 MD180
- 2015 ME180
- 2015 MF180
- 2015 MH180
- 2015 MJ180
- 2015 MK180
- 2015 MM180
- 2015 MO180
- 2015 MQ180
- 2015 MR180
- 2015 MU180
- 2015 MV180
- 2015 MW180
- 2015 MY180
- 2015 MA181
- 2015 MB181
- 2015 MC181
- 2015 MD181
- 2015 ME181
- 2015 MF181
- 2015 MG181
- 2015 MH181
- 2015 MJ181
- 2015 MM181
- 2015 MN181
- 2015 MO181
- 2015 MP181
- 2015 MQ181
- 2015 MR181
- 2015 MS181
- 2015 MT181
- 2015 MU181
- 2015 MV181
- 2015 MW181
- 2015 MX181
- 2015 MY181
- 2015 MZ181
- 2015 MA182
- 2015 MC182
- 2015 ME182
- 2015 MF182
- 2015 MG182
- 2015 MH182
- 2015 MJ182
- 2015 MK182
- 2015 ML182
- 2015 MM182
- 2015 MN182
- 2015 MO182
- 2015 MP182
- 2015 MQ182
- 2015 MS182
- 2015 MT182
- 2015 MV182
- 2015 MX182
- 2015 MZ182
- 2015 MA183
- 2015 MC183
- 2015 ME183
- 2015 MG183
- 2015 MH183
- 2015 MJ183
- 2015 MK183
- 2015 ML183
- 2015 MM183
- 2015 MN183
- 2015 MO183
- 2015 MP183
- 2015 MS183
- 2015 MT183
- 2015 MU183
- 2015 MV183
- 2015 MZ183
- 2015 MA184
- 2015 MB184
- 2015 MC184
- 2015 MD184
- 2015 MF184
- 2015 MG184
- 2015 MH184
- 2015 MJ184
- 2015 MK184
- 2015 ML184
- 2015 MM184
- 2015 MN184
- 2015 MP184
- 2015 MQ184
- 2015 MS184
- 2015 MT184
- 2015 MU184
- 2015 MV184
- 2015 MW184
- 2015 MX184
- 2015 MY184
- 2015 MZ184
- 2015 MA185
- 2015 MB185
- 2015 MC185
- 2015 MD185
- 2015 MF185
- 2015 MG185
- 2015 MH185
- 2015 MJ185
- 2015 ML185
- 2015 MM185
- 2015 MN185
- 2015 MO185
- 2015 MP185
- 2015 MQ185
- 2015 MR185
- 2015 MS185
- 2015 MT185
- 2015 MV185
- 2015 MX185
- 2015 MY185
- 2015 MZ185
- 2015 MD186
- 2015 ME186
- 2015 MF186
- 2015 MJ186
- 2015 MK186
- 2015 ML186
- 2015 MN186
- 2015 MS186
- 2015 MT186
- 2015 MU186
- 2015 MV186
- 2015 MW186
- 2015 MX186
- 2015 MZ186
- 2015 MA187
- 2015 MB187
- 2015 MC187
- 2015 MD187
- 2015 ME187
- 2015 MF187
- 2015 MG187
- 2015 MH187
- 2015 MJ187
- 2015 ML187
- 2015 MS187
- 2015 MT187
- 2015 MU187
- 2015 MV187
- 2015 MW187
- 2015 MX187
- 2015 MY187
- 2015 MZ187
- 2015 MA188
- 2015 MB188
- 2015 MC188
- 2015 MF188
- 2015 MJ188
- 2015 MK188
- 2015 ML188
- 2015 MM188
- 2015 MO188
- 2015 MQ188
- 2015 MR188
- 2015 MS188
- 2015 MT188
- 2015 MU188
- 2015 MV188
- 2015 MW188
- 2015 MX188
- 2015 MZ188
- 2015 MB189
- 2015 MC189
- 2015 ME189
- 2015 MF189
- 2015 MG189
- 2015 MH189
- 2015 MJ189
- 2015 MK189
- 2015 MM189
- 2015 MN189
- 2015 MO189
- 2015 MP189
- 2015 MQ189
- 2015 MR189
- 2015 MS189
- 2015 MT189
- 2015 MU189
- 2015 MV189
- 2015 MW189
- 2015 MX189
- 2015 MY189
- 2015 MZ189
- 2015 MA190
- 2015 MB190
- 2015 MC190
- 2015 MD190
- 2015 ME190
- 2015 MF190
- 2015 MG190
- 2015 MH190
- 2015 MK190
- 2015 ML190
- 2015 MM190
- 2015 MO190
- 2015 MP190
- 2015 MQ190
- 2015 MS190
- 2015 MT190
- 2015 MV190
- 2015 MW190
- 2015 MX190
- 2015 MY190
- 2015 MA191
- 2015 MC191
- 2015 ME191
- 2015 MF191
- 2015 MG191
- 2015 MH191
- 2015 MJ191
- 2015 MK191
- 2015 ML191
- 2015 MM191
- 2015 MN191
- 2015 MO191
- 2015 MP191
- 2015 MQ191
- 2015 MR191
- 2015 MS191
- 2015 MT191
- 2015 MU191
- 2015 MV191
- 2015 MW191
- 2015 MX191
- 2015 MY191
- 2015 MC192
- 2015 ME192
- 2015 MF192
- 2015 MG192
- 2015 MH192
- 2015 MJ192
- 2015 MK192
- 2015 ML192
- 2015 MM192
- 2015 MN192
- 2015 MO192
- 2015 MP192
- 2015 MQ192
- 2015 MR192
- 2015 MS192
- 2015 MT192
- 2015 MV192
- 2015 MW192
- 2015 MX192
- 2015 MY192
- 2015 MZ192
- 2015 MA193
- 2015 MB193
- 2015 MC193
- 2015 MD193
- 2015 ME193
- 2015 MF193
- 2015 MG193
- 2015 MH193
- 2015 MJ193
- 2015 MK193
- 2015 MM193
- 2015 MN193
- 2015 MO193
- 2015 MQ193
- 2015 MR193
- 2015 MS193
- 2015 MU193
- 2015 MV193
- 2015 MW193
- 2015 MX193
- 2015 MY193
- 2015 MZ193
- 2015 MA194
- 2015 MB194
- 2015 MC194
- 2015 MD194
- 2015 MF194
- 2015 MG194
- 2015 MH194
- 2015 ML194
- 2015 MM194
- 2015 MN194
- 2015 MQ194
- 2015 MR194
- 2015 MS194
- 2015 MU194
- 2015 MV194
- 2015 MW194
- 2015 MY194
- 2015 MZ194
- 2015 MA195
- 2015 MB195
- 2015 MC195
- 2015 ME195
- 2015 MH195
- 2015 MJ195
- 2015 MK195
- 2015 ML195
- 2015 MN195
- 2015 MO195
- 2015 MP195
- 2015 MS195
- 2015 MX195
- 2015 MY195
- 2015 MZ195
- 2015 MA196
- 2015 MB196
- 2015 MC196
- 2015 MD196
- 2015 ME196
- 2015 MF196
- 2015 MG196
- 2015 MH196
- 2015 MM196
- 2015 MN196
- 2015 MO196
- 2015 MP196
- 2015 MQ196
- 2015 MR196
- 2015 MS196
- 2015 MT196
- 2015 MU196
- 2015 MV196
- 2015 MW196
- 2015 MX196
- 2015 MY196
- 2015 MA197
- 2015 MB197
- 2015 MC197
- 2015 MD197
- 2015 ME197
- 2015 MF197
- 2015 MG197
- 2015 MH197
- 2015 MJ197
- 2015 MK197
- 2015 MN197
- 2015 MP197
- 2015 MQ197
- 2015 MR197
- 2015 MS197
- 2015 MT197
- 2015 MU197
- 2015 MV197
- 2015 MW197
- 2015 MX197
- 2015 MY197
- 2015 MZ197
- 2015 MA198
- 2015 MB198
- 2015 MC198
- 2015 MD198
- 2015 ME198
- 2015 MF198
- 2015 MG198
- 2015 MH198
- 2015 MJ198
- 2015 MK198
- 2015 ML198
- 2015 MN198
- 2015 MO198
- 2015 MP198
- 2015 MQ198
- 2015 MR198
- 2015 MS198
- 2015 MT198
- 2015 MV198
- 2015 MW198
- 2015 MX198
- 2015 MY198
- 2015 MZ198
- 2015 MA199
- 2015 MB199
- 2015 MC199
- 2015 MD199
- 2015 ME199
- 2015 MF199
- 2015 MG199
- 2015 MH199
- 2015 MJ199
- 2015 MK199
- 2015 ML199
- 2015 MM199
- 2015 MN199
- 2015 MO199
- 2015 MP199
- 2015 MR199
- 2015 MS199
- 2015 MT199
- 2015 MV199
- 2015 MW199
- 2015 MX199
- 2015 MY199
- 2015 MZ199
- 2015 MA200
- 2015 MB200
- 2015 MC200
- 2015 MD200
- 2015 ME200
- 2015 MF200
- 2015 MG200
- 2015 MH200
- 2015 MJ200
- 2015 MK200
- 2015 ML200
- 2015 MM200
- 2015 MN200
- 2015 MO200
- 2015 MP200
- 2015 MQ200
- 2015 MS200
- 2015 MT200
- 2015 MU200
- 2015 MV200
- 2015 MW200
- 2015 MX200
- 2015 MY200
- 2015 MZ200
- 2015 MA201
- 2015 MB201
- 2015 MD201
- 2015 ME201
- 2015 MF201
- 2015 MG201
- 2015 MH201
- 2015 MJ201
- 2015 MK201
- 2015 ML201
- 2015 MM201
- 2015 MN201
- 2015 MQ201
- 2015 MR201
- 2015 MS201
- 2015 MT201
- 2015 MU201
- 2015 MV201
- 2015 MW201
- 2015 MX201
- 2015 MY201
- 2015 MZ201
- 2015 MB202
- 2015 MC202
- 2015 ME202
- 2015 MH202
- 2015 MK202
- 2015 ML202
- 2015 MM202
- 2015 MN202
- 2015 MO202
- 2015 MP202
- 2015 MQ202
- 2015 MR202
- 2015 MT202
- 2015 MU202
- 2015 MW202
- 2015 MX202
- 2015 MY202
- 2015 MA203
- 2015 MB203
- 2015 MC203
- 2015 MD203
- 2015 ME203
- 2015 MF203
- 2015 MG203
- 2015 MH203
- 2015 MJ203
- 2015 MK203
- 2015 MM203
- 2015 MN203
- 2015 MP203
- 2015 MQ203
- 2015 MT203
- 2015 MU203
- 2015 MV203
- 2015 MW203
- 2015 MX203
- 2015 MA204
- 2015 MB204
- 2015 MC204
- 2015 MD204
- 2015 ME204
- 2015 MF204
- 2015 MG204
- 2015 MH204
- 2015 MJ204
- 2015 MK204
- 2015 MM204
- 2015 MN204
- 2015 MO204
- 2015 MP204
- 2015 MR204
- 2015 MS204
- 2015 MT204
- 2015 MU204
- 2015 MV204
- 2015 MW204
- 2015 MX204
- 2015 MY204
- 2015 MZ204
- 2015 MA205
- 2015 MB205
- 2015 MC205
- 2015 MD205
- 2015 ME205
- 2015 MF205
- 2015 MG205
- 2015 MH205
- 2015 MJ205
- 2015 MK205
- 2015 ML205
- 2015 MM205
- 2015 MN205
- 2015 MO205
- 2015 MP205
- 2015 MQ205
- 2015 MR205
- 2015 MS205
- 2015 MT205
- 2015 MU205
- 2015 MV205
- 2015 MX205
- 2015 MY205
- 2015 MZ205
- 2015 MA206
- 2015 MB206
- 2015 MC206
- 2015 MD206
- 2015 ME206
- 2015 MF206
- 2015 MG206
- 2015 MH206
- 2015 MJ206
- 2015 MK206
- 2015 ML206
- 2015 MM206
- 2015 MN206
- 2015 MO206
- 2015 MQ206
- 2015 MR206
- 2015 MS206
- 2015 MT206
- 2015 MU206
- 2015 MV206
- 2015 MW206
- 2015 MX206
- 2015 MY206
- 2015 MA207
- 2015 MB207
- 2015 MC207
- 2015 MD207
- 2015 ME207
- 2015 MF207
- 2015 MG207
- 2015 MH207
- 2015 MJ207
- 2015 MK207
- 2015 MM207
- 2015 MN207
- 2015 MO207
- 2015 MP207
- 2015 MQ207
- 2015 MR207
- 2015 MS207
- 2015 MT207
- 2015 MU207
- 2015 MW207
- 2015 MY207
- 2015 MZ207
- 2015 MA208
- 2015 MC208
- 2015 MD208
- 2015 ME208
- 2015 MF208
- 2015 MG208
- 2015 MH208
- 2015 MJ208
- 2015 MK208
- 2015 MM208
- 2015 MN208
- 2015 MO208
- 2015 MP208
- 2015 MQ208
- 2015 MR208
- 2015 MS208
- 2015 MT208
- 2015 MU208
- 2015 MV208
- 2015 MW208
- 2015 MX208
- 2015 MY208
- 2015 MZ208
- 2015 MA209
- 2015 MB209
- 2015 MC209
- 2015 MD209
- 2015 ME209
- 2015 MF209
- 2015 MG209
- 2015 MH209
- 2015 MJ209
- 2015 MK209
- 2015 ML209
- 2015 MM209
- 2015 MN209
- 2015 MO209
- 2015 MP209
- 2015 MQ209
- 2015 MR209
- 2015 MS209
- 2015 MT209
- 2015 MU209
- 2015 MV209
- 2015 MW209
- 2015 MX209
- 2015 MY209
- 2015 MZ209
- 2015 MA210
- 2015 MB210
- 2015 MC210
- 2015 MD210
- 2015 ME210
- 2015 MF210
- 2015 MG210
- 2015 MH210
- 2015 MJ210
- 2015 MK210
- 2015 ML210
- 2015 MM210
- 2015 MN210
- 2015 MO210
- 2015 MP210
- 2015 MQ210
- 2015 MR210
- 2015 MS210
- 2015 MT210
- 2015 MU210
- 2015 MV210
- 2015 MW210
- 2015 MX210
- 2015 MY210
- 2015 MZ210
- 2015 MA211
- 2015 MB211
- 2015 MD211
- 2015 ME211
- 2015 MF211
- 2015 MG211
- 2015 MH211
- 2015 MJ211
- 2015 MK211
- 2015 ML211
- 2015 MM211
- 2015 MO211
- 2015 MP211
- 2015 MQ211
- 2015 MR211
- 2015 MS211
- 2015 MT211
- 2015 MU211
- 2015 MV211
- 2015 MW211
- 2015 MX211
- 2015 MY211
- 2015 MZ211
- 2015 MA212
- 2015 MB212
- 2015 MC212
- 2015 MD212
- 2015 ME212
- 2015 MF212
- 2015 MH212
- 2015 MJ212
- 2015 MK212
- 2015 ML212
- 2015 MM212
- 2015 MN212
- 2015 MO212
- 2015 MP212
- 2015 MQ212
- 2015 MR212
- 2015 MS212
- 2015 MT212